# حاملة الحديد

بنية حامل الحديد محيطاً بأيون الحديد الثلاثي ضمن كرة التناسق عبر ثلاثي هيدروكسومات. (الترميز اللوني: ذرات الأكسجين بالأحمر، الكربون بالرمادي، النتروجين بالأزرق، الحديد بالأزرق الداكن).

حاملات الحديد هي مركبات منخفضة الوزن الجزيئي قادرة على تشكيل معقدات تناسقية مع الحديد عن طريق التمخلب؛ وتفرز تلك المركبات حيوياً من الأحياء الدقيقة مثل البكتريا والفطريات. تساعد هذه المركبات تلك الكائنات الحية على نقل وتخزين الحديد.